# Чирков, Семён Николаевич
Семён Никола́евич Чирко́в (22 февраля 1918, деревня Ивинцы, Вятская губерния — 17 августа 1995, Металлострой, Санкт-Петербург) — командир отделения 104-го гвардейского отдельного сапёрного батальона, гвардии сержант. Герой Советского Союза.

## Биография
Родился 22 февраля 1918 года в деревне Ивинцы Вятской губернии в крестьянской семье. Образование — начальное. Работал в колхозе.
В апреле 1939 года был призван в Красную Армию Зуевским райвоенкоматом. На фронте в Великую Отечественную войну — с января 1942 года. К началу 1944 года гвардии красноармеец Чирков был сапёром 104-го гвардейского отдельного сапёрного батальона 89-й гвардейской стрелковой дивизии 5-й ударной армии 1-го Белорусского фронта. В составе этой части прошёл до Победы. Член ВКП(б) с 1944 года.
4 февраля 1944 года в районе села Толмач гвардии красноармеец Чирков под огнём противника успешно произвёл минирование, поставил 62 противотанковые трофейные мины. Своими действиями способствовал успешному отражению контратаки противника. За это бой получил первую боевую награду — медаль «За отвагу».
В дальнейшем участвовал в Ясско-Кишинёвской, Варшавско-Познанской операциях. К началу 1945 года гвардии сержант Чирков уже командовал отделением сапёров 1-й роты 104-го гвардейского отдельного сапёрного батальона. Особо отличился в ходе Висло-Одерской наступательной операции.
В ночь на 14 января 1945 года у населённого пункта Буда-Михайловка-Висле группа сапёров, которой руководил гвардии сержант Чирков, проделала проходы в минных полях и проволочных заграждениях в полосе наступление 267-го гвардейского стрелкового полка. Чирков лично обезвредил 19 противотанковых мин, сделал проход 18 метров. Когда сапёров обнаружили и открыли по ним огонь, сам гранатами уничтожил дзот. Затем сделал проход в спирали Бруно шириной 8 метров на расстоянии 15 метров от траншей противников. Утром через проделанные проходы без потерь прошли пехота и танки.
Трижды был ранен.
Указом Президиума Верховного Совета СССР от 27 февраля 1945 года гвардии сержанту Чиркову Семёну Николаевичу присвоено звание Героя Советского Союза с вручением ордена Ленина и медали «Золотая Звезда».
День победы сапёр Чирков встретил в Берлине. За мужество и отвагу в боях на улицах столицы Германии награждён орденом Красной Звезды. Участник Парада Победы 1945 года на Красной площади в Москве (в колонне солдат, нёсших знамёна и штандарты разгромленных немецких войск, которые были брошены к подножию мавзолея Ленина).
После войны переехал в Ленинградскую область, был председателем колхоза. Затем перебрался с семьёй в посёлок Усть-Славянка, работал шофёром, а с выходом на пенсию — автослесарем. Позднее жил в посёлке Металлострой Колпинского района Санкт-Петербурга.
Скончался 17 августа 1995 года. Похоронен на городском кладбище.
Награждён орденами Ленина, Отечественной войны 1-й степени, Красной Звезды, медалями, в том числе медалью «За отвагу».